# Trivento
Trivento è un comune italiano di 4 329 abitanti della provincia di Campobasso in Molise. È sede vescovile.

## Geografia fisica

### Territorio
Si trova nella valle del Trigno, arroccato su un colle ed è parte del Parco delle Morge Catozoniche del Molise

### Clima
Il clima è continentale: d'inverno freddo, ma d'estate mite. A volte, però, l'estate raggiunge i 40 °C.

## Origini del nome
Il nome del nucleo originario è Terventum, scritto anche Treventum o Tereventum, mentre l'etnonimo è Terventinas. Secondo un'altra ipotesi il nome latino Triventum deriverebbe dal termine osco triibum filtrato in lingua latina sarebbe domus, ovvero casa.

## Storia

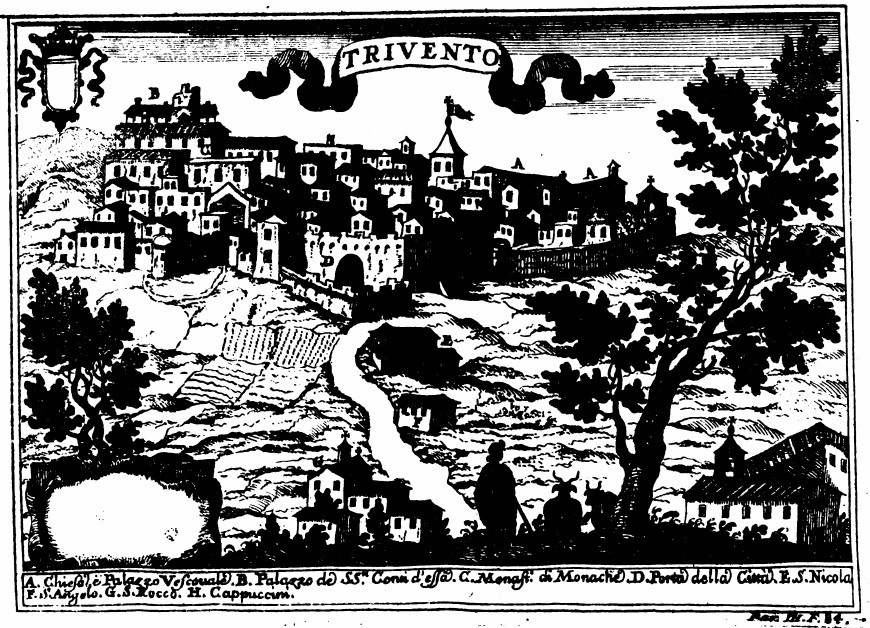
Veduta settecentesca di Trivento

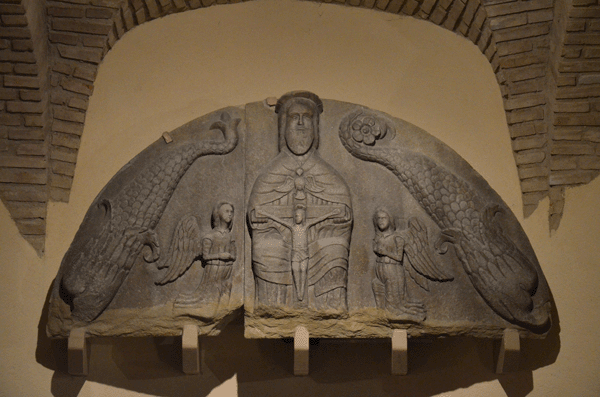
La Trinità nella Cattedrale

L'antica Terventum fu abitata dai Sanniti-Pentri e colonizzata dai romani dopo le guerre sannitiche nel III secolo a.C. Fece parte della Regio IV sotto il governo di Augusto e nel Medioevo, già nel VI secolo, vide la costruzione della primaria cattedrale, che sarebbe diventata sede diocesana nel 1076.
In cima alla collina vicino alla chiesa, fu costruito il castello che passò nel XIII secolo agli Angioini e poi ai Caldora. Con la sconfitta dei Caldora, fautori degli Angioini nel contesto della conquista aragonese del regno di Napoli, diversi feudi vennero loro confiscati: tra questi Trivento, che passò nel 1465 a Galcerán de Requesens i Joan de Soler (ca. 1439-1505), politico e militare catalano. Nella titolarità del feudo di Trivento gli subentrò l'unica figlia ed erede, Isabel de Requesens y Enríquez de Velasco (ca. 1495-1532), nata dal matrimonio con Beatriz Enríquez de Velasco, cugina di Ferdinando II d'Aragona. Isabel vendette pochi anni dopo il feudo di Trivento a Michele d'Afflitto (morto nel 1521), luogotenente della regia Camera della Sommaria. I d'Afflitto rimasero titolari della contea di Trivento fino al XVIII secolo, quando questo feudo pervenne per matrimonio ai Caracciolo. Esso venne portato in dote nel 1704 da Cornelia d'Afflitto, figlia ed erede di Don Ferdinando Principe di Scanno, Duca di Barrea, Marchese di Taviano al marito Nicola (1669-1744), III Marchese di Amorosi, I Principe di Melissano e Reggente della Gran Corte della Vicaria. I Caracciolo di Melissano tennero il feudo di Trivento sino all'eversione della feudalità. L'ultimo feudatario fu Nicola (1774-1832), IV Principe di Melissano, III Principe di Scanno, III Duca di Barrea, VI Marchese di Amorosi, III Marchese di Taviano, Conte di Loreto e Trivento.
Nel 1806 fu inglobata nel distretto di Isernia, che successivamente si sarebbe trasformato in provincia nel 1970. A partire da quell'anno il comune è incluso nella provincia di Campobasso.
Durante la seconda guerra mondiale il paese si trovò posizionato sulla Linea Barbara, causando diversi morti per la battaglia tra Tedeschi e Anglo Americani del 1943; tra il 1943 e il 1944 durante la resistenza fu attiva una banda partigiana denominata "Banda Porfirio".

### La Diocesi di Trivento
Sarebbe stata fondata da San Casto di Larino, per volere di papa Clemente I, documentata però con certezza dal X secolo, voluta secondo alcuni come nuova sede diocesana dopo il decadimento di Aufidena in Abruzzo. La diocesi vide grande sviluppo nel XIV secolo, mentre dal XVII i vescovi trasferirono per breve tempo la sede nella vicina Agnone.

## Monumenti e luoghi d'interesse

### Architetture religiose

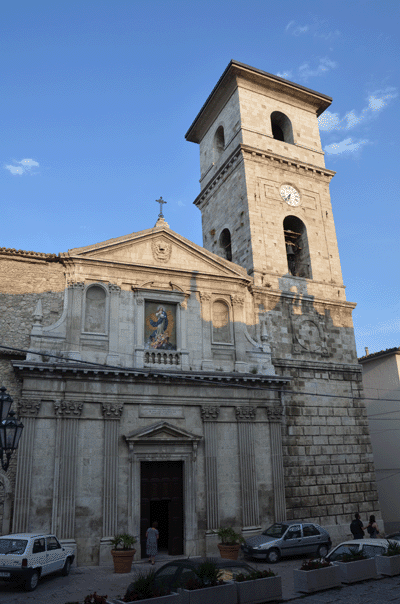
Facciata della cattedrale

- Cattedrale dei Santi Nazario, Celso e Vittore

Principale edificio religioso, la cattedrale dei Santi Nazario, Celso e Vittore ospita la cripta di San Casto. La chiesa venne ampliata nel XIII secolo e restaurata completamente nel 1726 in stile barocco. Di interesse è la Cripta paleocristiana in sette piccole navate con volte a crociera; presso la tomba di San Casto si trova un bassorilievo della Trinità tra due delfini.
- Chiesa di San Nicola di Bari

Costruzione del XVI secolo, in con restauro barocco dei secoli successivi, dei quali risale la statua del Sacro Cuore. La chiesa è semplice e con un impianto a capanna, e facciata alternata da mattoni e intonaco, con campanile a vela.
- Santuario di Santa Maria a Maiella

Edificio religioso voluto da Celestino V, il papa molisano del “gran rifiuto” il cui paese d’origine, Sant’Angelo Limosano, è a pochi chilometri da Trivento. La Chiesa con l’annesso monastero celestiniano subì gravi danneggiamenti in seguito al terremoto del 1805 e venne successivamente ricostruita.
Fino al 1300 era nota come Chiesa di Santa Maria e Benedetto
- Chiesa Sant'Antonio di Padova

È situata in adiacenza all’antico convento fondato nel 1570 dai frati cappuccini e viene inizialmente dedicata a S. Maria degli Angeli. L’edificio con l’antistante piazza diviene protagonista del rito della Processione del 13 giugno in onore di Sant’Antonio di Padova, con la tradizionale benedizione e sfilata dei cesti di pane.
- Chiesa della Santa Croce

Costruzione del XV secolo.
- Chiesa della Santissima Trinità

Costruzione del XVI secolo, dal 2001 è diventata la sede del Museo Diocesano di Arte Sacra.
- Chiesa del Purgatorio

Costruzione dalla data incerta, sembra sia del XVIII secolo.

### Architetture militari
- Castello

Noto anche come Palazzo Colaneri, si trova in posizione dominante sul borgo, risalente, per la forma esterna, al dominio dei Caldora nel XV secolo. La struttura presenta alte mura di cinta, con pianta irregolare, e due ingressi principali. L'interno è stato modificato nei secoli, la parte sotterranea è spartana perché usata in passato come carcere, mentre al piano nobile si conserva un salone con affreschi. Il palazzo venne venduto nel 1807 per 4 100 ducati dall'ultimo feudatario di Trivento, Nicola Caracciolo, alla possidente famiglia Colaneri (Felice Colaneri, 1757-1810; tra i cui appartenenti Nazario Colaneri, "colto giurista e deputato nel 1820, esule fino al '32 a Firenze, legato di amicizia coi liberali più illustri, entrato con Gabriele Pepe, Giuseppe Poerio, Pietro Colletta nel circolo dei Capponi" : dalla pubblicazione "Trivento Scritti Storici e Personaggi Memorabili", pag 18), i cui eredi sono gli attuali proprietari.

### Architetture civili
- Convitto Santa Chiara ed ex Lanificio Nucciarone (XIX secolo)[16]
- Palazzo Diocesano (XVIII secolo)[17]

### Altro
- Scalinata San Nicola

Lunga scalinata di 365 gradoni, prende il nome dall'omonima Chiesa cinque/seicentesca posta al centro della scalinata. Realizzata in epoca ottocentesca, da Beniamino Mastroiacovo, per consentire il collegamento con il borgo antico, è stata interessata da recenti restauri e rappresenta una delle più belle scalinate in pietra presenti in Molise.
- Monumento ai Caduti[18]
- Albero dell'Uncinetto[19]

### Siti archeologici
- Iscrizioni latine nel centro storico

Tra le numerose iscrizioni, quella scoperta agli inizi del XIX sec.: “millesimo septa gesimo sexto anno ab incarnatione duiurihus X piin dictio quarta decima idus maji dedicatio sco rum martirium nazari et celsi”dalla quale apprendiamo che la Cattedrale fu dedicata ai santi martiri Nazario e Celso, il 15 maggio del 1076.
- Ponte del Diavolo, ponte di epoca romana che attraversa il fiume Trigno[20]

### Aree naturali
Trivento vanta uno dei territori naturalistici più estesi dell’intera regione. Tra gli itinerari più suggestivi vi è il Tracciato delle Morge, un percorso tra le tipiche formazioni rocciose di origine calcarea che punteggiano i dintorni di Trivento, ai confini con il territorio del limitrofo comune di Salcito: Morgia Pietrafenda, Morgia Pietralumanna, Morgia Pietramartino e Morgia Pietravalle detta la Morgia dei Briganti.
Tra le aree dichiarate Siti di Interesse Comunitario (SIC), oltre alla Morgia Pietravalle, vi è il Bosco “Montagna” ubicato all’estremità orientale dell’agro triventino, che ha un’estensione complessiva di circa 100 ettari, radicato senza soluzioni di continuità, fatta eccezione per l’attraversamento del Tratturo Celano-Foggia.
- Morgia Pietra Fenda

L’imponente sperone roccioso assieme a quello di Morgia Pietra Lumanna, è una specifica caratteristica del paesaggio triventino, evidente lungo il corso del torrente Rio a poca distanza dal Tratturo Celano-Foggia. Queste sentinelle naturali hanno accolto insediamenti antropici sin dal II millennio a.C. Fu la sede operativa della Banda Porfirio durante la seconda guerra mondiale.
- Morgia Pietravalle

Anche detta “dei Briganti” per via della tradizione che vuole le sue cavità utilizzate come nascondiglio durante il Brigantaggio, è stata antropizzata in tempi remoti mediante un’edificazione nota come Castrum Sancti Laurentii. Peculiare è l’enorme presenza di fossili.

## Società

### Evoluzione demografica
L'evoluzione demografica ha risentito delle forti emigrazioni ed è diminuita costantemente dopo gli anni '50, fino a scendere al di sotto degli attuali 5 000 abitanti.
La popolazione al 30/11/2010 contava 4 916 abitanti, il fenomeno migratorio interno è notevole, le nuove coppie in maggior parte si trasferiscono sulla costa, in particolare a San Salvo che dista solo 38 km da Trivento.
Abitanti censiti

## Cultura
La scalinata di San Nicola ha un gradino per ogni giorno dell'anno, ovvero 365, che conducono alla parte alta del paese, chiamata Piano. La cattedrale dei Santi Nazario, Celso e Vittore vanta una cripta sorta su un antico altare dedicato alla dea Diana, risalente ad alcuni secoli a.C. Divenne anche municipio romano durante l'impero romano.

### Musei

#### Museo diocesano
Antistante la Cattedrale nell’omonima Piazza si trova la Chiesa della Santissima Trinità, dal 2001 sede del Museo Diocesano di Arte Sacra. Un’epigrafe, tuttora conservata all’interno della chiesa, ne data la consacrazione dal 1564, pochi mesi dopo la proclamazione del dogma della Trinità da parte del Concilio di Trento, e riporta lo stemma dei d’Affitto, feudatari dell’epoca.
All’interno, nel nuovo allestimento museale, si può ammirare l’originario altare del 1854, opera dell’artigiano triventino Enrico Marchetti, e la collezione dei preziosi paramenti liturgici e delle suppellettili ecclesiastiche provenienti dalla Chiesa Cattedrale, oltre a tre statue lignee datate XIII sec. originariamente collocate nella Cripta. Inoltre vi è la reliquia della Santa Spina.

#### Casa museo Nazario Florio
Nel cuore del centro storico è possibile visitare su prenotazione Casa Museo Florio, sede della Biblioteca comunale e custode di collezione archeologica di reperti recuperati nell’agro triventino e poi donati alla comunità. Una piccola ma preziosa espressione delle culture sannita e romana che abitavano il territorio di Trivento.

### Eventi

#### Yarn Bombing

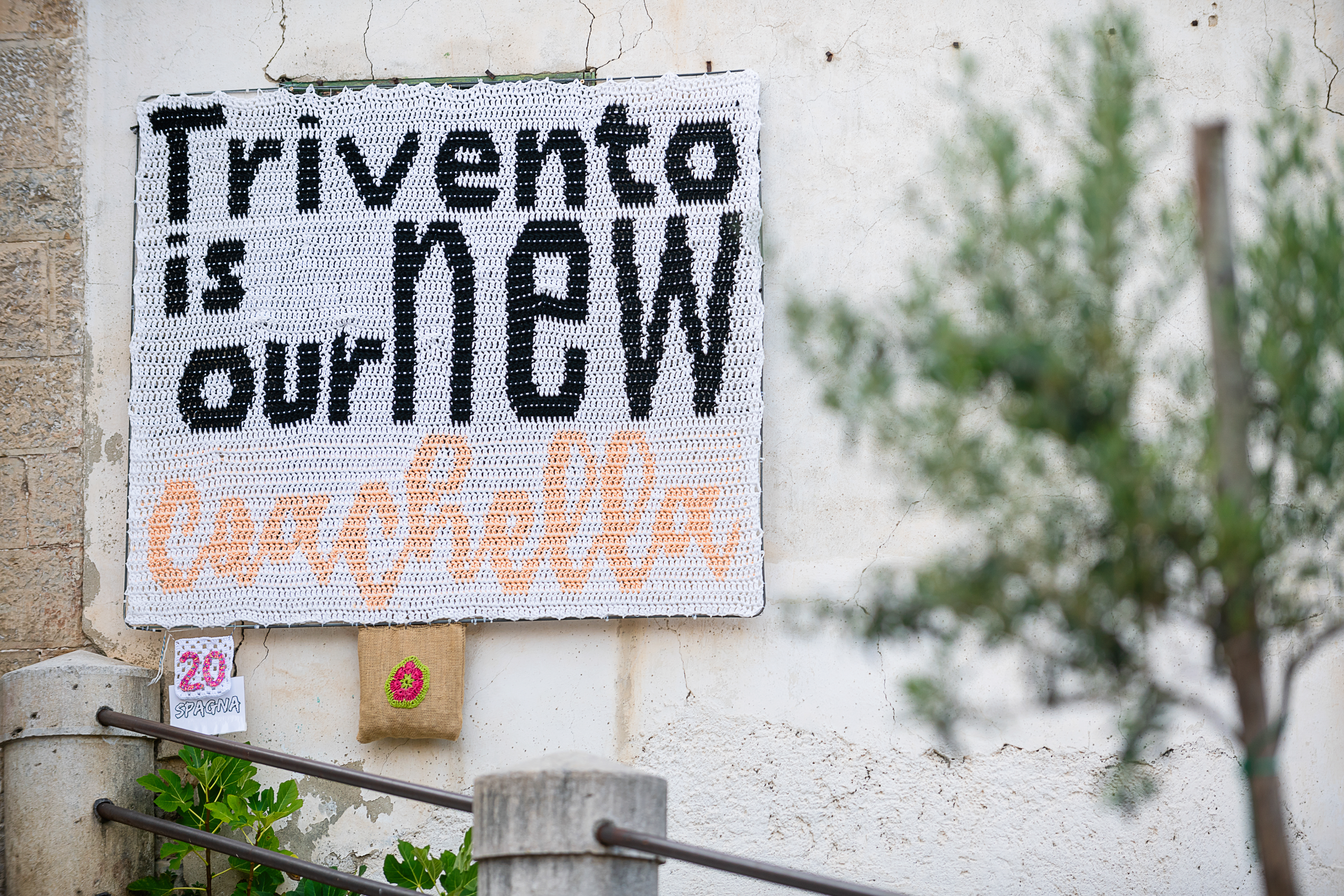
Trivento - Yarn Bombing Day 2019

Trivento è noto per essere il paese dell'uncinetto. Nel luglio 2018 è stato esposto, lungo la monumentale scalinata di San Nicola, il tappeto ad uncinetto più lungo del mondo, realizzato dal lavoro delle uncinettine di Trivento, da gruppi di crochet da tutta Italia, dal vicino Abruzzo e da Germania, Belgio, Paesi Bassi e dal Messico. 650 metri di tappeto realizzato con Granny square di 1 m x 1 m. Nel Natale dello stesso anno è stato realizzato un albero di Natale ad uncinetto, alto più di 6 metri. L'albero, esposto in Piazza Fontana, è stato composto con oltre 1 300 piccole Grannysquare provenienti da tutta Italia.
Il 9 e 10 agosto 2019 si è svolta la prima edizione dello Yarn Bombing Day. Oltre 130 artiste di Yarn Bombing provenienti da Italia, Francia, Belgio, Germania, Danimarca, Svezia, Finlandia, Spagna, Israele, Inghilterra, Russia, Australia, USA, Canada, Repubblica Dominicana, Brasile, Messico, Cile, Porto Rico, Venezuela e Colombia hanno preso parte all'evento. Sono state realizzate oltre 70 opere di crochet e sono state esposte in un percorso che aveva inizio in Piazza Fontana per poi giungere in Piazza Cattedrale, nel cuore del centro storico. Le opere sono rimaste esposte per tutto il mese di Agosto 2019.
In occasione del Natale 2019 oltre 35 città dall'Italia fino al Belgio si sono unite a Trivento nel creare il proprio speciale albero di Natale ad uncinetto, eleggendo simbolicamente Trivento come propria capitale dell'uncinetto. Ogni anno in occasione delle festività natalizia il gruppo di uncinettine di Un filo che unisce riveste il borgo con opere realizzate nella tecnica dell'uncinetto, confermando la propria vocazione artistica. Ultimo lavoro del 2020 il presepe, tutto artigianale e completamente rivestito all'uncinetto, con personaggi ad altezza naturale.

## Amministrazione
Di seguito è presentata una tabella relativa alle amministrazioni che si sono succedute in questo comune.
| Periodo          | Periodo          | Primo cittadino     | Partito                         | Carica              | Note   |
| ---------------- | ---------------- | ------------------- | ------------------------------- | ------------------- | ------ |
| 6 agosto 1988    | 16 febbraio 1991 | Nicola Santorelli   |                                 | Sindaco             | [ 25 ] |
| 16 febbraio 1991 | 19 maggio 1992   | Antonio Fossaceca   | Democrazia Cristiana            | Sindaco             | [ 25 ] |
| 22 giugno 1992   | 6 maggio 1993    | Eldo Fierro         | Democrazia Cristiana            | Sindaco             | [ 25 ] |
| 23 giugno 1993   | 28 aprile 1997   | Eldo Fierro         | lista civica                    | Sindaco             | [ 25 ] |
| 28 aprile 1997   | 12 giugno 2000   | Tullio Farina       | Socialisti Italiani             | Sindaco             | [ 25 ] |
| 13 giugno 2000   | 13 maggio 2001   | Armando Quici       |                                 | Sindaco             |        |
| 14 maggio 2001   | 30 maggio 2006   | Pasquale Corallo    | lista civica                    | Sindaco             | [ 25 ] |
| 30 maggio 2006   | 10 ottobre 2008  | Pasquale Corallo    | lista civica                    | Sindaco             | [ 25 ] |
| 10 ottobre 2008  | 8 giugno 2009    | Scipione Lombardi   |                                 | Comm. straordinario | [ 25 ] |
| 8 giugno 2009    | 26 maggio 2014   | Gianfranco Mazzei   | lista civica                    | Sindaco             | [ 25 ] |
| 26 maggio 2014   | 27 maggio 2019   | Domenico Santorelli | lista civica Un paese in comune | Sindaco             | [ 25 ] |
| 27 maggio 2019   | 9 giugno 2024    | Pasquale Corallo    | lista civica Trivento riparte   | Sindaco             | [ 25 ] |
| 9 giugno 2024    | in carica        | Luigi Pavone        | lista civica Futuro Trivento    | Sindaco             | [ 25 ] |

## Sport

### Calcio
L'Atletico Trivento è stata la principale squadra di Trivento, calcisticamente parlando, fino al 2012. Essa è stata prima in eccellenza molisana (Eccellenza Molise), per poi gareggiare qualche anno in serie D (girone F). Si è però ritirata dai campionati in estate 2012, e non si è mai più riscritta. Il team amatoriale Terventum, e l'A.S.D. Trivento sono tuttora ciò che ne rimane del calcio.